# Fly (canción de Sugar Ray)
«Fly» es una canción de la de la banda estadounidense de rock alternativo Sugar Ray, lanzado a través de Atlantic Records y Lava Records el 16 de mayo de 1997 como el primer sencillo de su segundo álbum de estudio Floored (1997). La canción aparece en su álbum Floored dos veces: una versión con el artista de reggae Super Cat (pista 4) y la otra sin él (pista 13).
"Fly" se convirtió en el primer éxito de la banda, manteniéndose en el número 1 de la lista de Billboard Hot 100 Airplay de Estados Unidos durante cuatro semanas consecutivas y ocho semanas en el número 1 de la lista de Modern Rock Tracks. La canción también alcanzó el número 1 en la lista RPM 100 Hit Tracks de Canadá y entró en el top 40 en Australia e Islandia. La canción se incluyó en la lista de las "100 mejores canciones de los 90" de VH1, en el número 52.

## Composición y musica
"Fly" es una canción de rock alternativo, reggae, reggae fusión, y pop rock, que incorpora elementos de dancehall y ska.
El cantante de Sugar Ray, Mark McGrath explicó que esta canción tenía un ritmo ágil, pero trataba sobre la muerte; "Fly" también parecía una canción alegre y animada, pero "tiene una imagen cruda. Hay pérdida. Hay pérdida de una madre, obviamente. Pensé que era una buena manera de yuxtaponer la letra con la melodía, similar a lo que hizo Gilbert O'Sullivan en "Alone Again (Naturally)". Los demás miembros la compusieron sin él, ya que McGrath se fue durante un ensayo, y McGrath inicialmente no quería grabar la canción y quería dejar la banda, ya que prefería música más pesada, "solo quería gritar y chillar porque me daba miedo estar en el escenario", y temía que su voz no encajara con una melodía más suave. Su amigo McG, quien eventualmente dirigiría el video de "Fly", lo convenció de lo contrario, contándole los méritos de la canción y preguntándole: "¿A dónde más vas a ir? ¿A trabajar en Del Taco?".

## Lista de canciones
CD sencillo australiano, europeo y británico
1. "Fly" (edit; con Super Cat) – 3:58
2. "Tap, Twist, Snap" – 3:12
3. "Fly" (rock edit) – 3:58

Sencillo británico de 7 pulgadas
A. "Fly" (edit, con Super Cat) – 3:58
B. "Fly" (rock edit) – 3:58

## Posicionamiento en lista
| Lista (1997–1998)                        | Mejor posición |
| ---------------------------------------- | -------------- |
| Australia (ARIA)                         | 31             |
| Canadá (RPM Top Singles)                 | 1              |
| Canadá (RPM Adult Contemporary)          | 21             |
| Canadá (RPM Rock/Alternative)            | 1              |
| Iceland (Íslenski Listinn Topp 40)       | 21             |
| Netherlands (Dutch Top 40 Tipparade)     | 3              |
| Países Bajos (Mega Single Top 100)       | 64             |
| Escocia (Scottish Singles Sales Chart)   | 57             |
| Reino Unido (UK Singles Chart)           | 58             |
| Estados Unidos (Radio Songs)             | 1              |
| Estados Unidos (Adult Alternative Songs) | 18             |
| Estados Unidos (Adult Top 40)            | 2              |
| Estados Unidos (Alternative Airplay)     | 1              |
| Estados Unidos (Mainstream Rock)         | 29             |
| Estados Unidos (Mainstream Top 40)       | 1              |
| Estados Unidos (Rhythmic)                | 8              |

### Sucesión en listas
| Anterior: «Foolish Games» de Jewel | Modern Rock Tracks — Sencillo número uno 25 de octubre de 1997 — 29 de noviembre de 1997 | Siguiente: «Tubthumping» de Chumbawamba |